# Strjama
Strjama (bulharsky Стряма) je řeka uprostřed Bulharska v Plovdivské oblasti, která pramení na Staré planině a vlévá se do Marici.

## Popis toku
Řeka pramení v nadmořské výšce 2158 metrů pod názvem Kamenica na jižním úbočí hory Vežen na Staré planině. Zprvu, až do Klisury, teče na jih v hlubokém údolí s velkým spádem. Poté se stáčí na východ až jihovýchod a širokým a mělkým korytem protéká Karlovskou kotlinou po jejím jižním okraji. U Bani se stáčí na jih a vytváří krátkou (asi 3 km) soutěsku tvořící hranici mezi Săštinskou a Sărnenou Srednou gorou. Na jejím konci se dostává do Hornothrácké nížiny, kterou protéká pomalu širokým a mělkým korytem. U dědiny Ivan Vazovo je část vod odváděna do umělého kanálu Dălga vada, jinak hlavního zavlažovacího kanálu, který se vlévá do Marici samostatně. Hlavní tok, v těchto místech též nazývaný Săštinska Strjama, se vlévá zleva do Marici u Sadova, v katastru dědiny Manole (ve vzdálenosti zhruba 3,2 km) v nadmořské výšce 149 m.
Průměrný spád řeky je 8 %.

## Povodí
Plocha povodí je 1 394 km², což jsou 2,6 % povodí Marici. Jeho hranice jsou následující:
- severozápad – povodí řeky Topolnica
- západ – povodí řeky Pjasăčnik
- sever – povodí řek Vit, Osăm a Jantra, tekoucích do Dunaje
- severovýchod – povodí řeky Tundža
- východ – povodí menších řek, levých přítoků Marici

## Přítoky
Hlavní přítoky: (→ levý přítok, ← pravý přítok)
- ← Pačarezov dol
- ← Dălga reka
- ← Vărlišnica
- → Suchodolsko dere
- ← Padeš
- → Ravna reka
- ← Belišnica
- → Derindere
- → Bjalata reka (Damlădere)
- → Ibčedere
- → Kjupdere
- ← Selskata reka
- → Kjufdere
- ← Tatlădere
- → Manastirska reka
- ← Kumanica
- → Stara reka
- ← Asmadere
- → Bjala reka
- ← Kavardžiklijska reka

## Vodní režim
Zdrojem vody jsou sněhové a dešťové srážky. Průtok má maximum na jaře – březen až červen, a minimum v létě – červenec až říjen. Průměrný průtok vody na horním toku u Klisury je 0,80 m³/s, na středním toku u Bani 6,62 m³/s a v dolním toku u ústí do Marici činí 8,56 m³/s.

## Hospodářský význam
Hlavním význam řeky je zavlažování Hornothrácké nížiny, které je zajišťováno zavlažovacími kanály napájenými její vodou.